# Gloria Lozano
María Guadalupe Gloria Lozano Méndez (Jiquilpan de Juárez, mayo de 1925-Ciudad de México, 15 de noviembre de 1991), conocida como Gloria Lozano, fue actriz mexicana. 

## Carrera
Entre sus trabajos más destacados se encuentra su participación en las películas Felicidad y Mi influyente mujer (1957).

### Muerte
El 15 de noviembre de 1991, Lozano falleció en Ciudad de México a los 67 años de edad.

## Filmografía selecta
- Soy un prófugo (1946)
- Pecadora (1947)
- Que Dios me perdone (1948)
- Músico, poeta y loco (1948)
- El cuarto mandamiento (1948)
- La novia de la Marina (1948)
- Los viejos somos así (1948)
- La familia Pérez (1949)
- Dónde nacen los pobres (1950)(Blanca)
- La duquesa del Tepetate (1951)
- Mi influyente mujer (1957) (también productora)
- La culta dama (1957) (también productora)
- Felicidad (1957) (también productora)[5]